# Choqā Balk-e Khvājeh Bāshī
Choqā Balk-e Khvājeh Bāshī är en ort i Iran.   Den ligger i provinsen Kermanshah, i den västra delen av landet, 500 km väster om huvudstaden Teheran. Choqā Balk-e Khvājeh Bāshī ligger 1 352 meter över havet och antalet invånare är 222.
Terrängen runt Choqā Balk-e Khvājeh Bāshī är platt åt sydväst, men åt nordost är den kuperad.Runt Choqā Balk-e Khvājeh Bāshī är det ganska tätbefolkat, med 185 invånare per kvadratkilometer. Närmaste större samhälle är Robāţ-e Māhīdasht, 5,7 km söder om Choqā Balk-e Khvājeh Bāshī. Trakten runt Choqā Balk-e Khvājeh Bāshī består i huvudsak av gräsmarker.